# Neuwarper See

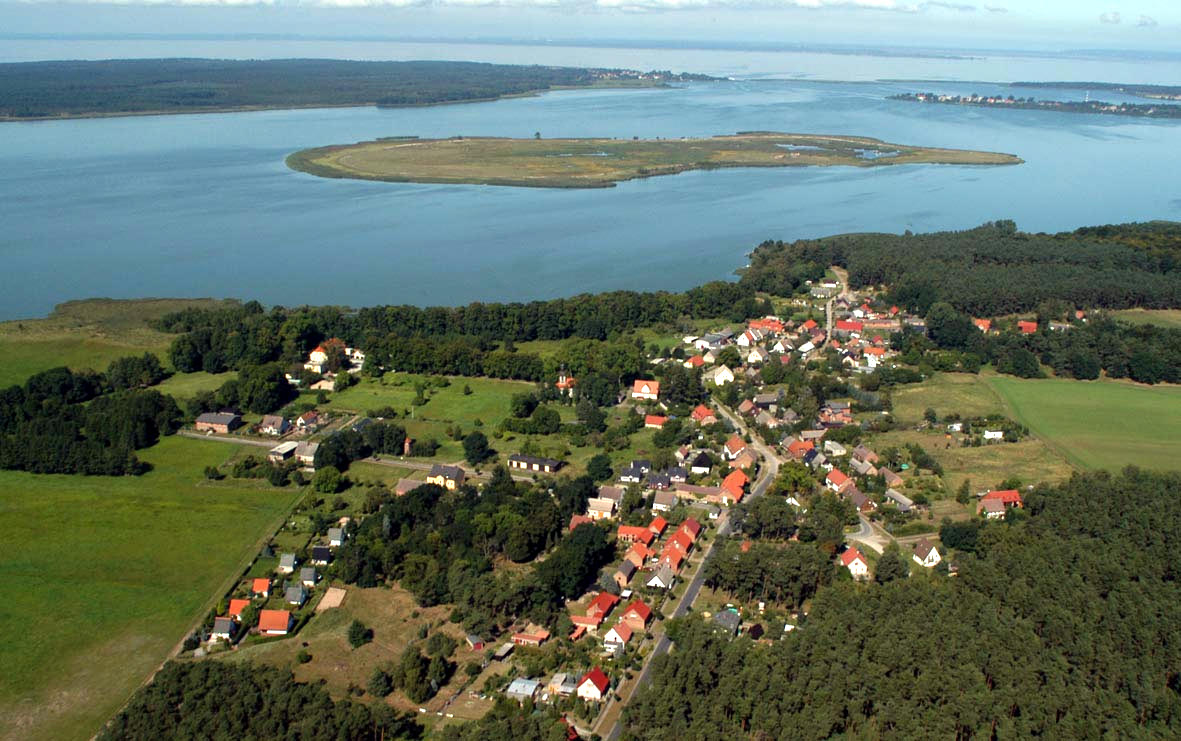
Flygfoto taget från Rieth norrut mot Altwarp och Nowe Warpno.

Neuwarper See eller Warper See (polska: Jezioro Nowowarpieńskie) är en bukt på sydkusten av Oderlagunen (tyska: Stettiner Haff). Bukten sträcker sig omkring sex kilometer in från Oderlagunens kust och har två smala utlopp i norr, omkring 150 meter breda.

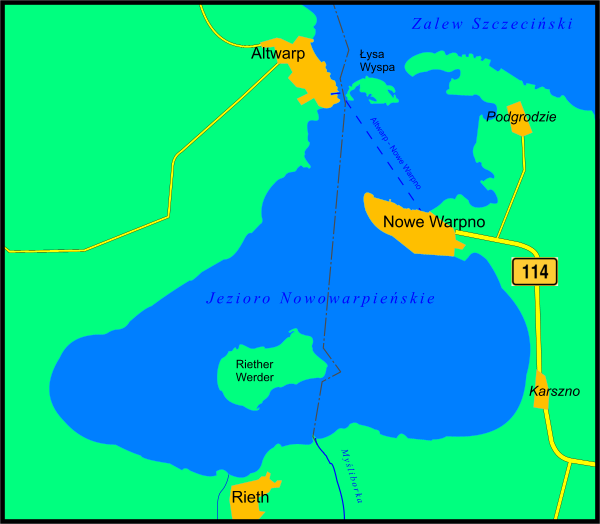
Karta över Neuwarper See.

Nationsgränsen mellan Tyskland och Polen går genom bukten. Den västra stranden tillhör Landkreis Vorpommern-Greifswald i Mecklenburg-Vorpommern, Tyskland, den östra stranden tillhör Powiat policki i Västpommerns vojvodskap i Polen. På den tyska sidan ligger orterna Altwarp och Rieth, och på den polska sidan ligger staden Nowe Warpno med de tillhörande stadsdelarna Podgrodzie och Karszno. Den tyska ön Riether Werder, 0,83 km² stor, är tillsammans med kusten från Altwarp till Rieth naturskyddsområde. Ön Łysa Wyspa ligger på den polska sidan.